# 켈리 에이욧
켈리 앤 에이욧(영어: Kelly Ann Ayotte, 1968년 6월 27일 ~ )은 미국 공화당 소속의 정치인이다. 뉴햄프셔주 법무장관(2004-09), 연방 상원의원(2011-17)을 지냈다. 2012년 미국 대통령 선거 때 밋 롬니 공화당 후보의 러닝메이트와 부통령 후보로 거명되었는데, 이는 롬니 후보의 부인 앤 롬니 여사의 의사에 따른 것이었다. 같이 거론되었던 다른 정치인으로는 롭 포트먼 상원의원, 팀 폴렌티 주지사, 폴 라이언 하원의원, 마코 루비오 상원의원, 크리스 크리스티 주지사, 보비 진덜 주지사, 니키 헤일리 주지사, 수재나 마르티네스 주지사, 멕 휘트먼 이베이 CEO, 젭 부시 주지사 등이 있었다.
2016년에 뉴햄프셔 상원의원 연임을 두고 민주당의 매기 하산 주지사와 경합을 벌였으나 결국 패배하여 자리에서 물러났다. 이때 에이욧 의원은 음담패설 비디오로 물의를 빗던 도널드 트럼프 당시 공화당 대선 후보를 '롤모델'로 이야기했다가 하산 주지사의 공격을 받고 발언을 철회했다.

## 역대 선거 결과
| 선거명      | 직책명                    | 대수  | 정당   | 득표율 | 득표수    | 결과 | 당락                     |
| ----------- | ------------------------- | ----- | ------ | ------ | --------- | ---- | ------------------------ |
| 2010년 선거 | 상원의원 (뉴햄프셔 제3부) | 112대 | 공화당 | 60.03% | 273,218표 | 1위  | 뉴햄프셔주 상원의원 당선 |
| 2016년 선거 | 상원의원 (뉴햄프셔 제3부) | 115대 | 공화당 | 47.84% | 353,632표 | 2위  | 낙선                     |
| 2024년 선거 | 뉴햄프셔 주지사           | 83대  | 공화당 | 53.61% | 435,990표 | 1위  | 뉴햄프셔 주지사 당선     |